# 維多利亞影戲院
維多利亞影戲院（Victoria Theatre），是上海市的一家電影院，也是上海最初設立的電影院之一。維多利亞影戲院開幕於1909年，創辦人是西班牙人安東尼奧·雷瑪斯。